# 봉동공용버스터미널
봉동공용버스터미널은 전북특별자치도 완주군 봉동읍 장기리에 있었던 시외버스 및 시내버스 터미널이였다.
전주시내버스는 봉동터미널을 종착지로 삼는 노선이 없어서 봉동터미널 밖 시내버스 정류장에서 승차가 가능했었고 고산과 전주를 오가는 시민여객 300번 노선도 역시 봉동터미널 밖 시내버스 정류장에서 승차가 가능했었다. 터미널 내에서는 익산시내버스 2640, 555번과 시외버스만 승차가 가능했었다.
현재 봉동공용버스터미널은 건물이 철거되어 패쇄되었고 터미널이 있던곳은 승용차 전용주차장으로 매립되었다.

## 운행 노선
- 아래의 노선은 폐지되었다.

### 시외버스
| 방면        | 행선지                               |
| ----------- | ------------------------------------ |
| 충청권 방면 | 금산                                 |
| 호남권 방면 | 경천, 고산, 대둔산, 운주, 전주, 진산 |

### 시내버스
노선 폐지로 더 이상 운행하지 않음
- 익산시내버스 64번: 동산동 동신a-평화동(터미널 인근)-익산역-익산시청-금마터미널-보석박물관-봉동터미널
- 익산시내버스 555번: 터미널-익산역-익산시청-금마터미널-보석박물관-봉동터미널
- 64번은 일반시내버스, 555번은 좌석버스이다. (출발지만 다르고 대부분의 구간이 동일하게 운행한다.)

## 같이 보기
- 전주고속
- 안전여객